# Franklin (Indiana)
Franklin ist eine City in Johnson County im US-Bundesstaat Indiana. Im Jahr 2020 hatte Franklin, das zugleich County Seat des Johnson County ist, 25.313 Einwohner. Die Stadt ist nach Benjamin Franklin, einem der Gründerväter der Vereinigten Staaten, benannt.

## Geographie
Franklin ist zentral in Indiana gelegen. Die Stadt liegt etwa 32 Kilometer südlich von Indianapolis. Laut United States Census Bureau ist die gesamte Fläche von 29,2 km² Landfläche.

## Geschichte
Im Jahr 1823 ließen sich die ersten Siedler von Kentucky kommend nieder. Ein Jahr später wurde das Gerichtsgebäude, das heutige Bezirksgericht, erbaut. Das 1834 gegründete Franklin College war die erste höhere Bildungseinrichtung in Indiana, die Frauen zum Studium zuließ.

## Demographie
Die Volkszählung im Jahre 2000 ergab eine Zahl von 19.463 Menschen, 6.824 Haushalten und 4.872 Familien, die in der Stadt leben. Die Bevölkerungsdichte betrug 666,5 je km². Es gab 7.432 Wohneinheiten mit einer durchschnittlichen Dichte von 254,8 pro km². Hier lebten 96,7 % Weiße, 1,2 % Afroamerikaner, 0,2 % Indianer, 0,51 % Asiaten, 0,05 % Pazifische Insulaner, 0,59 % anderer Rassen und 0,81 % mit zwei oder mehr Rassen. Lateinamerikaner machten einen Anteil von 1,31 % der Bevölkerung aus.
Die Altersverteilung sah wie folgt aus: 26,0 % waren unter 18 Jahre, 11,5 % waren zwischen 18 und 24, 29,9 % waren zwischen 25 und 44, 16,8 % waren zwischen 45 und 64 und 15,8 % waren 65 Jahre oder älter. Das Medianalter betrug 33 Jahre.
Das Medianeinkommen eines Haushalts in Franklin beträgt 45.414 US-Dollar. Der Wert bezogen auf die gesamten Vereinigten Staaten ist 41.994 US-Dollar.

## Einwohnerentwicklung
| Jahr | Einwohner¹ |
| ---- | ---------- |
| 1980 | 11.563     |
| 1990 | 12.907     |
| 2000 | 19.463     |
| 2010 | 23.712     |
| 2020 | 25.313     |

¹ Volkszählungsergebnisse

## Söhne und Töchter der Stadt
- Homer Bone (1883–1970), Politiker
- Roger D. Branigin (1902–1975), 42. Gouverneur von Indiana
- Andrew Duggan (1923–1988), Schauspieler
- Paul V. McNutt (1891–1955), 34. Gouverneur von Indiana
- Jon Schaffer (* 1968), Musiker und Gründer der Power-Metal-Band Iced Earth
- John G. Utterback (1872–1955), Politiker
- Maude Turner Gordon (1868–1940), Schauspielerin
- Fuzzy Vandivier (1903–1983), Basketballspieler

## Städtepartnerschaft
Franklins Partnerstadt ist seit Oktober 1960 Kuji in Japan.